# لويس هنري مورغان
لويس هنري مورغان (بالإنجليزية: Lewis H. Morgan) (و. 1818 – 1881 م) هو عالم أنثروبولوجيا أمريكي ومنظر اجتماعي رائد، عمل محامياً في مجال السكك الحديدية. يشتهر بعمله على القرابة والبنية الاجتماعية، ونظرياته عن التطور الاجتماعي، وإثنوغرافيا شعب الإيراكوي. مهتمًا بما يربط المجتمعات ببعضها البعض، اقترح المفهوم القائل بأن أول مؤسسة بشرية محلية هي العشيرة الأمومية، وليس العشيرة الأبوية. ولد في نيويورك، وكان عضوًا في الأكاديمية الوطنية للعلوم، والأكاديمية الأمريكية للفنون والعلوم، والجمعية الأميركية لتقدم العلوم، توفي في روتشستر بولاية نيويورك، عن عمر يناهز 63 عاماً.
كان مهتمًا أيضًا بما يؤدي إلى التغيير الاجتماعي، وكان معاصرًا للمنظرين الاجتماعيين الأوروبيين كارل ماركس وفريدريك إنجلز، اللذين تأثروا بقراءة عمله في البنية الاجتماعية والثقافة المادية وتأثير التكنولوجيا على التقدم. مورغان هو المنظر الاجتماعي الأمريكي الوحيد الذي يستشهد به علماء متنوعون مثل ماركس وتشارلز داروين وسيغموند فرويد. تم انتخابه كعضو في الأكاديمية الوطنية للعلوم، وعمل مورغان رئيسًا للجمعية الأمريكية للتقدم العلمي في عام  1880
كان مورغان عضوًا جمهوريًا في جمعية ولاية نيويورك (شركة مونرو، المرتبة الثانية) في عام 1861، وفي مجلس شيوخ ولاية نيويورك في عامي 1868 و 1869

## الفكر

### عمله في الإثنولوجيا
أصبح مورغان خلال أربعينيات القرن التاسع عشر صديقاً مع إلي صامويل باركر الذي كان حينها في شبابه وهو ينتمي لقبيلة سينيكا ومحمية توناواندا. أكمل باركر دراسة القانون مع حصوله على تعليم تبشيري تقليدي. واستطاع مورغان بمساعدة باركر دراسة ثقافة وبنية مجتمع شعب الإيراكوي. لاحظ مورغان استخدام الإيراكوي لمصطلحات مختلفة عن تلك التي استعملها الأوروبيون للإشارة إلى الأفراد كلٌ حسب نوع العلاقة التي تربطهم بهم ضمن العائلة الممتدة الواحدة. استطاع مورغان بنظرته الفاحصة اكتشاف أن هذه المصطلحات كانت تحمل مدلولات ذات معنى بالنسبة للتنظيم الاجتماعي الخاص بالإيراكوي. وهكذا فقد أطلق مورغان على تسميات القرابة التي استعملها الأوروبيون اسم «مصطلحات وصفيَّة»، وأطلق على تسميات القرابة التي استعملها الإيراكوي (وهم أمريكيون أصليون) اسم «مصطلحات تصنيفيَّة». وما زالت هذه المصطلحات تستعمل كتقسيمات كُبرى من قبل علماء الإثنولوجيا (علم الأعراق) وعلم الإنسان حتى يومنا هذا.
كتب مورغان ونشر كتاب «عصبة هو-ديه-نو-ساو-نيه أو إيراكوي» عام 1851 بالاعتماد على أبحاثه الواسعة التي أجراها عن شعب الإيراكوي. وكرَّس مورغان الكتاب إلى صديقه باركر الذي كان حينها يبلغ الثالثة والعشرين من العمر وإلى «أبحاثنا المشتركة» على حد تعبيره. تناول هذا الكتاب البنيَّة المُعقَّدة لمجتمع الإيراكوي في نموذج بحثي إثنوغرافي مبتكر غدا فيما بعد نموذجاً لعلماء الإنسان اللاحقين حيث عرض مورغان منظومة القرابة عند الإيراكوي بتفصيل غير مسبوق في مجاله.
وسَّع مورغان نطاق أبحاثه لتشمل مجموعات إثنيَّة أخرى غير شعب الإيراكوي. ظلَّ الباحثون في الولايات المتحدة وأوروبا إبَّان منتصف القرن التاسع عشر يدعمون مجموعة متنوعة من الأفكار بخصوص أصل الأمريكيين الأصليين، وهذا بالرغم من طرح بنيامين سميث بارتون للفكرة القائلة أن أصول الأمريكيين تنحدر من آسيا لأول مرة في فترة أواخر القرن الثامن عشر حوالي عام 1797. وكان من بين هذه النظريات حيال أصول الأمريكيين الأصليين أنهم كانوا واحدة من الأسباط العشرة المفقودة، ونبعت هذه الفكرة نتيجة إدخال البعض للمعتقدات الدينيَّة اللاهوتيَّة في التصورات التقليديَّة التاريخيَّة. بدأ مورغان بتشكيل نظرية تُرجع أصول شعوب الأمريكيين الأصليين إلى آسيا. وكان يعتقد أنه يمكن إثبات هذه الفكرة عبر إجراء دراسة شاملة إلى حدٍ كبير لمصطلحات القرابة التي استعملتها الشعوب الآسيوية إلى جانب تلك الخاصة بقبائل الأمريكيين الأصليين. كما سعى مورغان لإثبات الأصل الواحد للبشر بالأدلة.
عمل مورغان خلال أواخر خمسينيات وستينيات القرن التاسع عشر على جمع بيانات القرابة لمجموعة من القبائل الأمريكيَّة الأصليَّة. وراسل مجموعة ليست بالقليلة من الباحثين والمبشرين والعملاء الاستعماريين وأعضاء من القوات المسلحة وغيرهم من أرجاء عديدة من العالم سعياً إلى إجراء دراسة مُقارنة واسعة لصلات القُربى. وصاغ استبياناً يكمله الآخرين يجمع من خلاله البيانات البحثيَّة بطريقة معياريَّة وممنهجة. وقام برحلات استغرقت أشهراً متوغلاً في أعماق إلى ما كان حينها بالغرب الأمريكي القديم على مدى سنوات عدة بغية توسيع نطاق أبحاثه.
أجرى مورغان تحليلاً للبيانات التي جمعها على مدى سنوات عديدة من الأبحاث والمراسلات بمساعدة من صلاته المحليَّة لينشر كتابه «أنظمة قرابة العصب وصلة النسب عند العائلة البشريَّة» عام 1871 والذي طبعته مطبعة سميثسونيان. وكان لكتاب مورغان الفضل في التأثير تأثيراً جوهرياً على دراسة القرابة. ووضع مورغان من هذا الكتاب نظريته حول وحدة أصل الجنس البشري. وعرض في الوقت ذاته مخططاً نظرياً معقداً للتطور الاجتماعي في موضوع مصطلحات القرابة وتصانيفها التي استخدمها البشر حول العالم. وحدد مورغان عبر التحليل الذي أجراه لمصطلحات القرابة أن بنية العائلة والمؤسسات الاجتماعيَّة تتطور وتتغير تبعاً لجمل مفردة بحد ذاتها.

### نظرية التطور الاجتماعي
عمل مورغان على تطوير نظرياته خلال السنوات اللاحقة. وتوَّج أعماله بكتاب «المجتمع القديم» عام 1877 الذي يعد أهم عمل كتبهُ حيث جمع فيه دراسة مستفيضة للمصادر الإغريقيَّة والرومانيَّة الكلاسيكيَّة. وأسهب مورغان في شرح نظريته حول التطور الاجتماعي، كما وعرض علاقة جوهريَّة تربط ما بين التقدم الاجتماعي والتقدم التقني. وأكَّد على ما اعتبره الدور المركزي الذي تمارسه العائلة وكذلك علاقات المِلكِيَّة. وتتبع التفاعل الحاصل بين تطور كل من التقنية والعلاقات العائليَّة وعلاقات المِلكِيَّة والبُنى الاجتماعيَّة الأكبر ونظم الحكم والتطور الفكري.
تناول مورغان ثلاثة مرحل أساسيَّة لوجود الإنسان من خلال النظر إلى مداه الواسع وهي البدائيَّة والبربريَّة والمُتحضرة. وقسَّم وعرَّف كل مرحلة هذه المراحل الثلاثة تبعاً للاختراعات التقنيَّة التي سادتها مثل تسخير النار والقوس والسهم والفخار في الفترة البدائيَّة (المتوحشة)، والزراعة وتربية الحيوان وصنع الأدوات المعدنيَّة في الفترة البربريَّة، وتطوير الأبجدية والكتابة في الفترة المُتحضرة. وكان هذا بصورة جزئيَّة محاولة لوضع بنية لتاريخ أمريكا الشماليَّة مشابهة لنظام العصور الثلاث الخاص بعصور ما قبل التاريخ الأوروبيَّة التي وضعها عالم الأثريات كريستن يورغنسين تومسين خلال ثلاثينيات القرن التاسع عشر كنموذج نظري مُدعَّم بالأدلة في كتابه بعنوان «دليل إلى تاريخ إسكندنافيا القديم» الذي تُرجم ونُشر بالإنجليزيَّة عام 1848. لاقى مفهوم التأريخ الزمني القائم على الدليل اهتماماً متزايداً في البلدان الناطقة بالإنجليزيَّة بعد نشر كتاب «الآثار البدائيَّة للدنمارك» لعالم الآثار الدنماركي ينز ياكوب أسموسن وورسو باللغة الإنجليزيَّة عام 1849.
لاقى عمل مورغان في بادئ الأمر قبولاً بوصفه مُكَمِّلاً للتاريخ الأمريكي، ولكن اُعتبر في نهاية المطاف تصنيفاً منفصلاً من علم الإنسان (الأنثروبوجيا). كتب المؤرخ هنري آدمز عن كتاب «التاريخ القديم» لمورغان أنه «يجب أن يصبح الأساس لجميع العمل المستقبلي في العلوم التاريخيَّة الأمريكيَّة.» كما كان المؤرخ الأمريكي فرانسيس باركمان من المعجبين بأعمال مورغان. بيد أن المؤرخين اللاحقين في القرن التاسع عشر قاموا بتجاهل وتهميش تاريخ الشعوب الأمريكيَّة الأصليَّة من دراستهم للتاريخ الأمريكي.
كان آخر كتاب لمورغان بعنوان «منازل وحياة السكان الأصليين الأمريكيين المنزليَّة» (1881)، وهو عبارة عن مؤلَّف تفصيلي كان مورغان بالأصل يُخطط لنشره كجزء إضافي من كتاب «التاريخ القديم». يُقدّم مورغان في الكتاب أدلة معظمها مأخوذ من أمريكا الشماليَّة والجنوبيَّة عن تطور عمارة بناء المنازل والثقافة المنزليَّة المتمثلة في تطور علاقات القرابة والمِلكِيَّة.
ما زالت إنجازات مورغان مؤثرة على الرغم من رفض علماء الأنثروبولوجيا اللاحقين للعديد من الجوانب المحددة التي طرحها إزاء الموضوع التطوري، حيث يعود إليه الفضل في تأسيس اختصاص دراسات القرابة الفرعي. وما زال علماء الأنثروبولوجيا مهتمين بالصلات التي حددها مورغان ما بين الثقافة الماديَّة والبنية الاجتماعيَّة.
لم يكن مورغان المصلح الاجتماعي إلى الدرجة الذي يظنه البعض أنه فيها؛ فرغم استياءه من عمليات التلاعب التي قامت بها شركة أوغدن للأراضي من أجل الاستيلاء على محمية توناواندا سينيكا وقيامه بممارسة بعض التأثير بالنيابة عن السكان الأصليين، إلَّا أن تأثيره لم يكن كبيراً إلى الدرجة التي عموماً يُعتقد أنه بلغها. فمعظم التأثير الذي مارسه من أجل حلحلة هذه القضية لم يكن سوى على مدار بضعة أشهر وحسب من عام 1846، في حين أن هذه المشكلة لم تُسوى إلَّا بعد مضي عشرة سنوات على ذلك في عام 1857.

### تأثيره على الماركسيَّة
بدأ كارل ماركس عام 1881 بقراءة كتاب «المجتمع القديم» الذي ألَّفه مورغان، وهكذا بدأ تأثير مورغان بالانتشار بعد وفاته بين أوساط المفكرين الأوروبيين. كما قرأ فريدريك إنغلز كتاب مورغان بعد وفاة الأخير. عمل إنغلز على تحليل الكتاب، في حين أن ماركس لم يكمل الكتاب بالاستناد على المؤلفات التي نشرها مورغان. كان لعمل مورغان في دراسة البنية الاجتماعيَّة والثقافة الماديَّة الأثر الكبير على نظرية إنغلز السوسيولوجيَّة للماديَّة الجدليَّة، والتي عبَّر عنها في كتابه «أصل العائلة والملكية الخاصة والدولة» (1884). هذا وقد اعتبر الباحثون في الكتلة الشيوعيَّة آنذاك مورغان من علماء الأنثروبولوجيا البارزين.
أدت أعمال مورغان إلى اعتقاد البعض بوجود مجتمعات بدائية شبيهة بالشيوعية في المجتمعات الأمريكية الأصلية. ومع ذلك، فإن الاعتقاد بما يُعرف بـ"الشيوعية البدائية" استنادًا إلى أعمال مورغان يُعدّ معيبًا وغير دقيق، بسبب سوء فهمه لمجتمع الهودينوشوني (Haudenosaunee) ونظريته في التطور الاجتماعي التي تم دحضها لاحقًا.
وقد جعل هذا، إلى جانب أبحاث لاحقة أكثر دقة، من مجتمع الهودينوشوني موضع اهتمام في التحليلات الشيوعية والفوضوية، وخاصة في الجوانب الاجتماعية التي لم تُعامل فيها الأرض كسلعة، وملكية المجتمع للأرض، وانخفاض معدلات الجريمة إلى حد شبه معدوم.